# エバン・ニール
エバン・ニール（Evan Neal, 2000年9月19日 - ）は、アメリカ合衆国フロリダ州オキーチョビー出身のプロアメリカンフットボール選手。NFLのニューヨーク・ジャイアンツに所属している。ポジションはオフェンシブタックル。3人の叔父ジミー・ジョーンズ、フランキー・ニール、クリーブランド・ゲイリーも元NFL選手。

## 経歴

### カレッジ
アラバマ大学に進学後、1年目の2019年はオフェンシブガードとしてプレーしたが、2年目の2020年以降はオフェンシブタックルにコンバートされ、このシーズンはCFPナショナルチャンピオンシップで優勝した。3年目の2021年シーズン終了後、2022年のNFLドラフトにアーリーエントリーした。

### ニューヨーク・ジャイアンツ
ドラフト全体7位でニューヨーク・ジャイアンツから指名された。その後、2022年5月14日に4年総額2460万ドルのルーキー契約を結んだ。
2025年4月27日、チームから5年目の契約オプションを破棄された。